# Corona 79
Corona 79 – amerykański satelita rozpoznawczy do wykonywania zdjęć powierzchni Ziemi. Szósty statek serii Keyhole-4A tajnego programu CORONA.

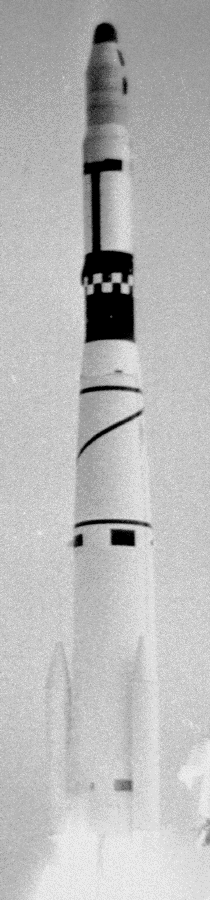
Start rakiety Thor Agena D z satelitą Corona 78

Misja powiodła się, a zwrócone zdjęcia były wówczas najlepszymi pochodzącymi z serii KH-4.